# Bernardo de Larminat
Bernardo Noel Marie De Larminat (Buenos Aires, 25 de diciembre de 1920 - Zapala, Provincia del Neuquén, 6 de enero de 2010) fue un piloto de caza argentino que durante la Segunda Guerra Mundial fue voluntario en la Fuerza Aérea Canadiense y las Fuerzas Aéreas Francesas Libres. Sirvió de forma ininterrumpida desde 1942 a 1945.
Larminat fue reconocido por haber realizado 341 misiones de guerra piloteando Hawker Hurricanes y Spitfires Mk Vb. Vc, VIII, IX y XIV. Se convirtió en as del aire al derribar cinco aviones de caza enemigos, que incluyeron cazas Messerschmitt 109 y Focke Wulf 190 pertenecientes a la Luftwaffe. Como especialista en ataques de interdicción, se le acreditan decenas de vehículos destruidos, concentraciones de tropas, puentes y una locomotora. Como capitán FAFL recibió la Cruz de Guerra Francesa con cuatro palmas por sus actos de arrojo, valor y liderazgo frente a sus hombres y fue distinguido con la condecoración DFC de Gran Bretaña y la Legión de Honor de Francia en el grado de Caballero.

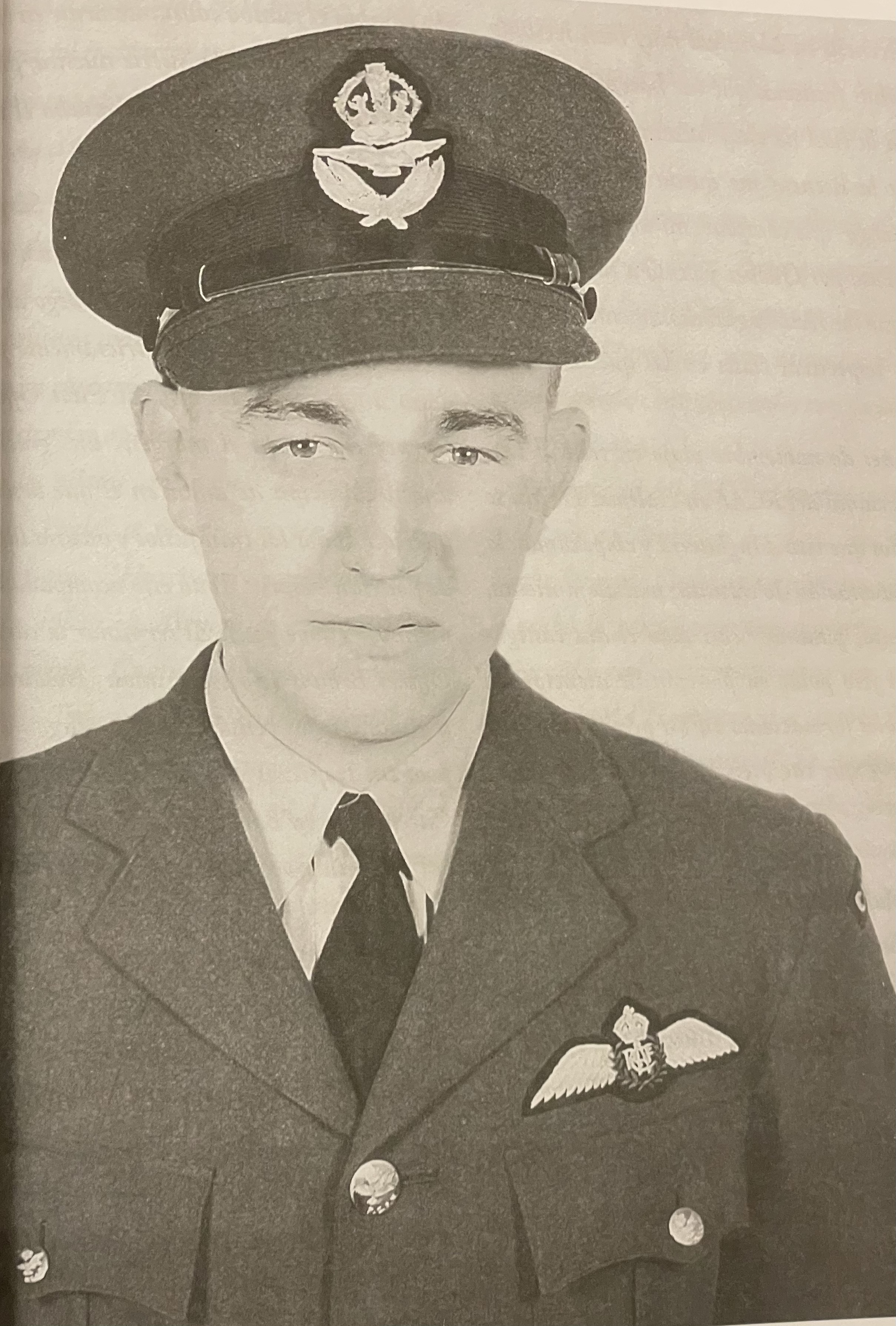
“Bernie” de Larminat cuando recibió sus alas de aviador y su comisión a oficial en Canadá

## Educación y primeros años
Laminat pasó su juventud en la estancia Cerro Los Pinos, en San Martin de los Andes (Provincia del Neuquén). Era hijo de un veterano francés de la Primera Guerra Mundial, cuyos pasos siguió junto a su hermano Andrés, que fue tripulante de tanques en las filas del general francés Leclerq.

## Actuación en la Segunda Guerra Mundial
“La verdadera manera de ser humilde no es agacharse hasta ser más pequeño que uno mismo, sino estar a la altura real de uno contra una naturaleza superior, ella es la que te mostrará cuál es la verdadera pequeñez de tu grandeza”.
En febrero de 1944 de Larminat se unió a las tropas aliadas que lucharon en la Segunda Guerra Mundial, participando en el frente italiano. Su primera misión fue la búsqueda de una formación de Focke Wulf 190 que eventualmente fue encontrada por su compañero Lapointe. El piloto abandonó la formación y comienza a perseguirlos sin que nadie lo siga, encontrándose en medio de veinte aviones alemanes. Los aviones alemanes se desparraman al ser sorprendidos por el Spitfire solitario. Lapointe aprovecha estos minutos de ventaja para tirarle al enemigo antes de que estos se repongan del susto.
Poco después, participó de un combate aéreo contra varios Messerchmitt 109 alemanes que se llevó a cabo a siete mil metros, con los alemanes manteniéndose a mayor altura. Fueron cuatro aviones aliados contra doce aviones nazis. De Laminat persiguió a tres o cuatro Messerchmitt que vuelan desordenados entre proyectiles y debe abordar el ataque a dos cazas enemigos que lo perseguían a través del espejo, logrando perderlos de vista con una maniobra evasiva.

## Vida después de la guerra
Cuando fue desmovilizado, una vez finalizado el conflicto bélico, De Larminat retornó a la Patagonia. Retomó sus labores de hombre de campo junto a su padre y sus hermanos en la Estancia Cerro Los Pinos y desde entonces se dedicó al campo.
Vivió el resto de su vida en la Patagonia, casándose en 1949 con María Inés Teresa Francisca Cornet D’Hunval con quien tuvo 4 hijos y 6 hijas. Falleció en Zapala, Provincia del Neuquén, el 6 de enero de 2010, a los 89 años.